# Chalcopteryx scintillans
Chalcopteryx scintillans är en trollsländeart som beskrevs av Robert McLachlan 1870.
Chalcopteryx scintillans ingår i släktet Chalcopteryx och familjen Polythoridae. Inga underarter finns listade i Catalogue of Life.